# Naolinco de Victoria
Naolinco de Victoria es la cabecera de uno de los 212 municipios que forman parte del estado mexicano de Veracruz, situada en la zona montañosa central del estado Veracruz, México. Es cabecera del Municipio de Naolinco.

## Localización geográfica
Está situada en las estribaciones de la Sierra de Chiconquiaco, a 32 km por carretera de la ciudad de Xalapa-Enríquez, con las coordenadas 19°39′ latitud Norte y 96°52′ longitud Oeste, a 1605 m s. n. m.
- Municipios limítrofes: al Norte, Miahuatlán y Acatlán; al Este, Tepetlán y Alto Lucero; al Sur, Actopan, Xalapa y Jilotepec y al Oeste; Coacoatzintla.

- Congregaciones principales: El Espinal, Las Haldas,El cafetal, Atexquilapan, San Pablo Coapan, Tepetates, Almolonga, Aguasuelos y Tenampa

## Orografía
Por su relieve geográfico se divide en dos zonas: la zona alta (1800 m s. n. m.), templada y húmeda, donde se encuentra la cabecera municipal, y la zona baja (900 m s. n. m.), calurosa y menos húmeda.

## Clima
El clima es templado húmedo, con una temperatura promedio anual de 18 °C y una precipitación pluvial media de 1640 mm.
| Parámetros climáticos promedio de Naolinco de Victoria, Veracruz (1542 msnm) normales 1991–2020 | Parámetros climáticos promedio de Naolinco de Victoria, Veracruz (1542 msnm) normales 1991–2020 | Parámetros climáticos promedio de Naolinco de Victoria, Veracruz (1542 msnm) normales 1991–2020 | Parámetros climáticos promedio de Naolinco de Victoria, Veracruz (1542 msnm) normales 1991–2020 | Parámetros climáticos promedio de Naolinco de Victoria, Veracruz (1542 msnm) normales 1991–2020 | Parámetros climáticos promedio de Naolinco de Victoria, Veracruz (1542 msnm) normales 1991–2020 | Parámetros climáticos promedio de Naolinco de Victoria, Veracruz (1542 msnm) normales 1991–2020 | Parámetros climáticos promedio de Naolinco de Victoria, Veracruz (1542 msnm) normales 1991–2020 | Parámetros climáticos promedio de Naolinco de Victoria, Veracruz (1542 msnm) normales 1991–2020 | Parámetros climáticos promedio de Naolinco de Victoria, Veracruz (1542 msnm) normales 1991–2020 | Parámetros climáticos promedio de Naolinco de Victoria, Veracruz (1542 msnm) normales 1991–2020 | Parámetros climáticos promedio de Naolinco de Victoria, Veracruz (1542 msnm) normales 1991–2020 | Parámetros climáticos promedio de Naolinco de Victoria, Veracruz (1542 msnm) normales 1991–2020 | Parámetros climáticos promedio de Naolinco de Victoria, Veracruz (1542 msnm) normales 1991–2020 |
| Mes                                                                                             | Ene.                                                                                            | Feb.                                                                                            | Mar.                                                                                            | Abr.                                                                                            | May.                                                                                            | Jun.                                                                                            | Jul.                                                                                            | Ago.                                                                                            | Sep.                                                                                            | Oct.                                                                                            | Nov.                                                                                            | Dic.                                                                                            | Anual                                                                                           |
| ----------------------------------------------------------------------------------------------- | ----------------------------------------------------------------------------------------------- | ----------------------------------------------------------------------------------------------- | ----------------------------------------------------------------------------------------------- | ----------------------------------------------------------------------------------------------- | ----------------------------------------------------------------------------------------------- | ----------------------------------------------------------------------------------------------- | ----------------------------------------------------------------------------------------------- | ----------------------------------------------------------------------------------------------- | ----------------------------------------------------------------------------------------------- | ----------------------------------------------------------------------------------------------- | ----------------------------------------------------------------------------------------------- | ----------------------------------------------------------------------------------------------- | ----------------------------------------------------------------------------------------------- |
| Temp. máx. abs. (°C)                                                                            | 30                                                                                              | 33                                                                                              | 35                                                                                              | 36.5                                                                                            | 37                                                                                              | 32.5                                                                                            | 30                                                                                              | 29.5                                                                                            | 29.5                                                                                            | 33                                                                                              | 31                                                                                              | 30                                                                                              | 37                                                                                              |
| Temp. máx. media (°C)                                                                           | 19.1                                                                                            | 21                                                                                              | 22.7                                                                                            | 25.1                                                                                            | 25.6                                                                                            | 24.7                                                                                            | 24.2                                                                                            | 24.2                                                                                            | 23.5                                                                                            | 22.4                                                                                            | 20.7                                                                                            | 20                                                                                              | 22.8                                                                                            |
| Temp. media (°C)                                                                                | 14                                                                                              | 15.4                                                                                            | 17                                                                                              | 19.2                                                                                            | 20.1                                                                                            | 19.7                                                                                            | 19                                                                                              | 19.1                                                                                            | 18.9                                                                                            | 17.7                                                                                            | 15.9                                                                                            | 14.8                                                                                            | 17.6                                                                                            |
| Temp. mín. media (°C)                                                                           | 9                                                                                               | 9.8                                                                                             | 11.4                                                                                            | 13.3                                                                                            | 14.6                                                                                            | 14.7                                                                                            | 13.9                                                                                            | 14                                                                                              | 14.3                                                                                            | 13                                                                                              | 11.2                                                                                            | 9.7                                                                                             | 12.4                                                                                            |
| Temp. mín. abs. (°C)                                                                            | 1                                                                                               | 2                                                                                               | 1                                                                                               | 6                                                                                               | 7.5                                                                                             | 10                                                                                              | 10.5                                                                                            | 10.5                                                                                            | 10.5                                                                                            | 5                                                                                               | 0                                                                                               | 0.5                                                                                             | 0                                                                                               |
| Precipitación total (mm)                                                                        | 55.4                                                                                            | 37.7                                                                                            | 52.5                                                                                            | 72.6                                                                                            | 99.8                                                                                            | 273.3                                                                                           | 237.3                                                                                           | 289.9                                                                                           | 334                                                                                             | 167.3                                                                                           | 65                                                                                              | 35                                                                                              | 1719.8                                                                                          |
| Días de precipitaciones (≥ 0.1 mm)                                                              | 12.2                                                                                            | 9                                                                                               | 9.8                                                                                             | 9.7                                                                                             | 10.6                                                                                            | 18                                                                                              | 16.8                                                                                            | 19.8                                                                                            | 20.6                                                                                            | 15.6                                                                                            | 11.9                                                                                            | 11.2                                                                                            | 165.2                                                                                           |
| Fuente: Servicio Meteorológico Nacional                                                         |                                                                                                 |                                                                                                 |                                                                                                 |                                                                                                 |                                                                                                 |                                                                                                 |                                                                                                 |                                                                                                 |                                                                                                 |                                                                                                 |                                                                                                 |                                                                                                 |                                                                                                 |

## Hidrografía
El río Naolinco o de las Hayas, afluente del río Actopan, recorre el municipio de noroeste a sureste. 

## Historia
Su origen se remonta mucho antes de la Conquista Española, siendo en aquel entonces una población Totonaca. Hacia el año 1519, los españoles la mencionan como un pueblo sometido a los mexicanos.
- 1526: se funda el pueblo de San Pablo Coapan
- 1532: se organiza una rebelión en contra de la dominación española, que es reprimida por Diego Marmolejo.
- 1798: se termina la construcción del templo parroquial, ahora conocido como la capilla de Nuestra Señora del Rosario, anexa al Templo actual.
- 1812: secundando los heroicos sucesos de la Guerra de Independencia, se forma una Junta de Gobierno Independiente.
- 1816: el general Guadalupe Victoria asienta su cuartel general en la población de Tenampa, desde donde continúa la lucha por la Independencia.
- 1849: Miguel Palacios Acosta, oriundo de Naolinco, es nombrado Gobernador Provisional y en 1850 Gobernador Constitucional del Estado de Veracruz para el periodo 1850-1853.
- 1881: se eleva a categoría de Villa al pueblo de Naolinco.
- 1882: se inaugura el kiosco que actualmente se conserva en el parque de esta ciudad. Las poblaciones de Aguasuelos, San Pablo Coapan y Atexquilapan pasan a ser parte del municipio de Naolinco
- 1910: la villa de Naolinco es elevada a categoría de Ciudad, pasando a llamarse «Naolinco de Victoria».
- 2023: el 26 de junio de ese mismo año "Naolinco" recibió el nombramiento de pueblo mágico junto con la ciudad de córdoba veracruz

Su actual presidente es Luis Manuel Montero Hernandez (2022-2025)

## Tradiciones
Una de sus tradiciones es la danza de moros y cristianos, que inicia el día 21 de septiembre, celebrando al patrono del pueblo San Mateo y termina aproximadamente 15 días después con el «entierro del huesito», el cual se coloca en la parte superior del kiosco. Otra de sus tradiciones es «La Cantada», que se celebra el día 1 de noviembre, donde la gente del pueblo y otros lugares salen por la noche a cantar alabados y alabanzas en las casas y también aprovechan para ver la exposición de calaveras. En esta celebración se componen ofrendas para alabar a los muertos. Se realizan en cada casa, para recordar a sus seres queridos.